# Пилот (студия)
Анимацио́нная сту́дия «Пило́т» Алекса́ндра Тата́рского — первая негосударственная студия анимации в СССР.

## История
Основана 21 сентября 1988 года при ВТПО «Видеофильм» режиссёром Александром Татарским, художником Игорем Ковалёвым и искусствоведом Анатолием Прохоровым, в самом начале 1990-х годов стала первой частной анимационной студией России и одним из первых кооперативов в стране (регистрационный номер — 37).
До своей смерти в 2007 году Александр Татарский являлся бессменным художественным руководителем студии, после — Эдуард Назаров, затем — Сергей Меринов. В стенах «Пилота» созданы десятки мультипликационных картин и мультсериалов.
Отдельную известность получило ответвление от студии «Пилот» — телекомпания «Пилот ТВ» (также «Борт номер один»), которая занималась мультипликационными проектами для телевидения с использованием трёхмерных персонажей. Среди известных — символ студии, Братья Пилоты (Шеф и Коллега).
Студия получила более 50 престижных наград на международных фестивалях.
С мультстудией «Пилот» в разные годы работали многие известные режиссёры: Ринат Газизов, Константин Бронзит, Михаил Алдашин, Валерий Качаев, Игорь Ковалёв, Андрей Соколов, Наталья Берёзовая и многие другие.
Мультипликационная студия «Пилот» прославилась работами в области реализации новых технологий: проекты в сети Интернет, компьютерные игры. В рамках студии создавались анимационные рекламные ролики, комиксы, музыкальные клипы (в частности - клип для группы Машина времени (группа) Я дам тебе знать на YouTube).
В 2004—2006 годах студия работала над крупнейшим проектом в истории российской мультипликации «Гора Самоцветов» — 85 мультфильмов по 13 минут общей длительностью свыше 11 часов.
Каждый мультфильм — это сказка одного из народов России. Проект стал многократным лауреатом российских и международных конкурсов мультипликации.
Другой крупный проект студии — «Мульти-Россия», серия одноминутных пластилиновых роликов о разных регионах страны.
В 2008 году в связи с экономическим кризисом и прекращением поддержки со стороны государства студия оказалась на грани закрытия.

…в этом 2008 году в связи с реорганизацией Госкино деньги на поддержку анимации не выделялись, а теперь ещё и кризис, поэтому нет надежды и на коммерческие проекты! В итоге вот уже третий месяц уникальные художники находятся в неоплачиваемом отпуске, студия практически закрыта.— Сергей Меринов, открытое письмо Владимиру Путину, ссылка
Четыре финальных серии «Горы самоцветов» должны были быть закончены в июле 2010 года, причём Госкино оплатило их в феврале-апреле, однако деньги так и не были получены. Продюсер студии Лев Бубников заявил:

Юридически спорить бессмысленно. Но ситуация такова: мы запустили фильм и делаем его за свои деньги.— Лев Бубников в интервью ВГТРК, ссылка
Однако в 2012 году студия получила дополнительное финансирование и проект был возрождён. В 2014 году появился официальный канал «Горы самоцветов» на YouTube, где эпизоды загружаются на русском, английском, испанском и китайском языках. С появлением канала на YouTube был запущен спин-офф «Мы живём в России».

## Фильмография
- 1989 — Его жена курица
- 1989 — Лифт
- 1989 — Лифт 2
- 1990 — Авиаторы
- 1990 — Чудеса
- 1990 — Ловцы жемчуга
- 1990 — Пумс
- 1990 — 5/4
- 1991 — Путч
- 1991 — Андрей Свислоцкий
- 1991 — Песнь о Вольфганге неустрашимом, достославном истребителе драконов
- 1991 — Лифт 3
- 1991 — Автогонки (Формула 1)
- 1991 — Охотник
- 1991 — Полночные игры
- 1991 — Последний
- 1991—1993 — Происхождение видов (Origin Of Species)
- 1991—1995 — Массагран
- 1992 — Лифт 4
- 1992 — Лифт 5
- 1992 — Введение (Интродукция) (Introduction)
- 1992 — Гипнэротомахия
- 1992 — Я вас слышу
- 1992 — Я иду искать
- 1993 — Золотые ворота (Golden Gate)
- 1993 — Прощай (Farewell!) (Пережёвывай)
- 1993 — Другая сторона
- 1993 — Тук-тук
- 1993 — Пустышка (Pacifier)
- 1994 — Исторические анекдоты
- 1994 — Выключатель (Switchcraft)
- 1994 — Рассказ о чуде из чудес
- 1994 — Гагарин
- 1995 — Эксгибиционист
- 1995 — Братья Пилоты снимают клип для MTV
- 1996 — Братья Пилоты иногда ловят рыбу
- 1996 — Братья Пилоты вдруг решили поохотиться
- 1996 — Братья Пилоты показывают друг другу новогодние фокусы
- 1996 — Братья Пилоты готовят на завтрак макарончики
- 1996 — Братья Пилоты по вечерам пьют чай
- 1996 — Рождество
- 1996 — Я дам тебе знать
- 1997 — Раньше я жил у моря
- 1997 — Спокойной ночи, малыши! (заставка)
- 1998 — Optimus Mundus — 9. Татары, 28. Подземка, 47. Масленица
- 1998 — Фонд правовых реформ
- 1998 — Кнопик и Ко
- 1999—2001 — Майк, Лу и Ог (Mike, Lu & Og)[англ.]
- 1999 — Унесённые ветром
- 2001 — Соседи
- 2001 — Мячик
- 2001 — Латекс
- 2002 — Хаш
- 2002 — Красные Ворота Расёмон
- 2002 — Про девочку, которая нашла своего мишку
- 2002 — Подкидыш
- 2002 — Букашки
- 2003 — Нехороший мальчик[укр.]
- 2003 — 2+1=
- 2003 — Чудовище их зоопарка
- 2003 — К югу от севера
- 2003 — Иван/Хуан
- 2004—2023 — Гора самоцветов — цикл сказок народов России
- 2005 — Эволюция Петра Сенцова
- 2006—2024 — Мульти-Россия — цикл роликов о регионах России (совместно с компанией «Аэроплан»)
- 2010—2011 — Детективное агентство «Бульдог & Шорти»
- 2014—2021 — Поросёнок
- 2016 — Та черепаха

## Телепроекты студии «Пилот ТВ»
- Чердачок Фруттис (1997—1999) (по заказу ОРТ (1997—1998), ТВ-6 (1999))
- Академия собственных Ашибок (2000) (по заказу М1)[8][9]
- Тушите свет (2000—2003) (по заказу НТВ (2000—2001), ТНТ (2001), ТВ-6 (2001—2002), ТВС (2002—2003))
- Десять лет, которые потрясли нас (2001—2002) (по заказу ТВ-6)
- Предсказание погоды (2002—2003) (по заказу ТВС)
- Кремлёвский концерт (2002—2003) (по заказу ТВС)
- Красная стрела (2003—2004) (по заказу НТВ)
- Это правильно (2004—2005) (по заказу НТВ)[10]
- Без скидок (2004—2007) (по заказу СургутИнформТВ)
- Открытие России (2005) (по заказу радио «Свобода»)
- Моя хата с краю (2006) (по заказу телеканала «Интер»)[11]
- Говорим без ошибок (2007—2008) (по заказу ВГТРК)
- Почемучка (2008—2009, 2011—2015) (по заказу ВГТРК)
- Уроки хороших манер (2009) (по заказу ВГТРК)
- Какое ИЗОбразие! (2010) (по заказу ВГТРК)
- Путешествуй с нами! (2011—2014) (по заказу ВГТРК)
- Вперёд в прошлое! (2013) (по заказу ВГТРК)